# Belisário José de Oliveira Ramos

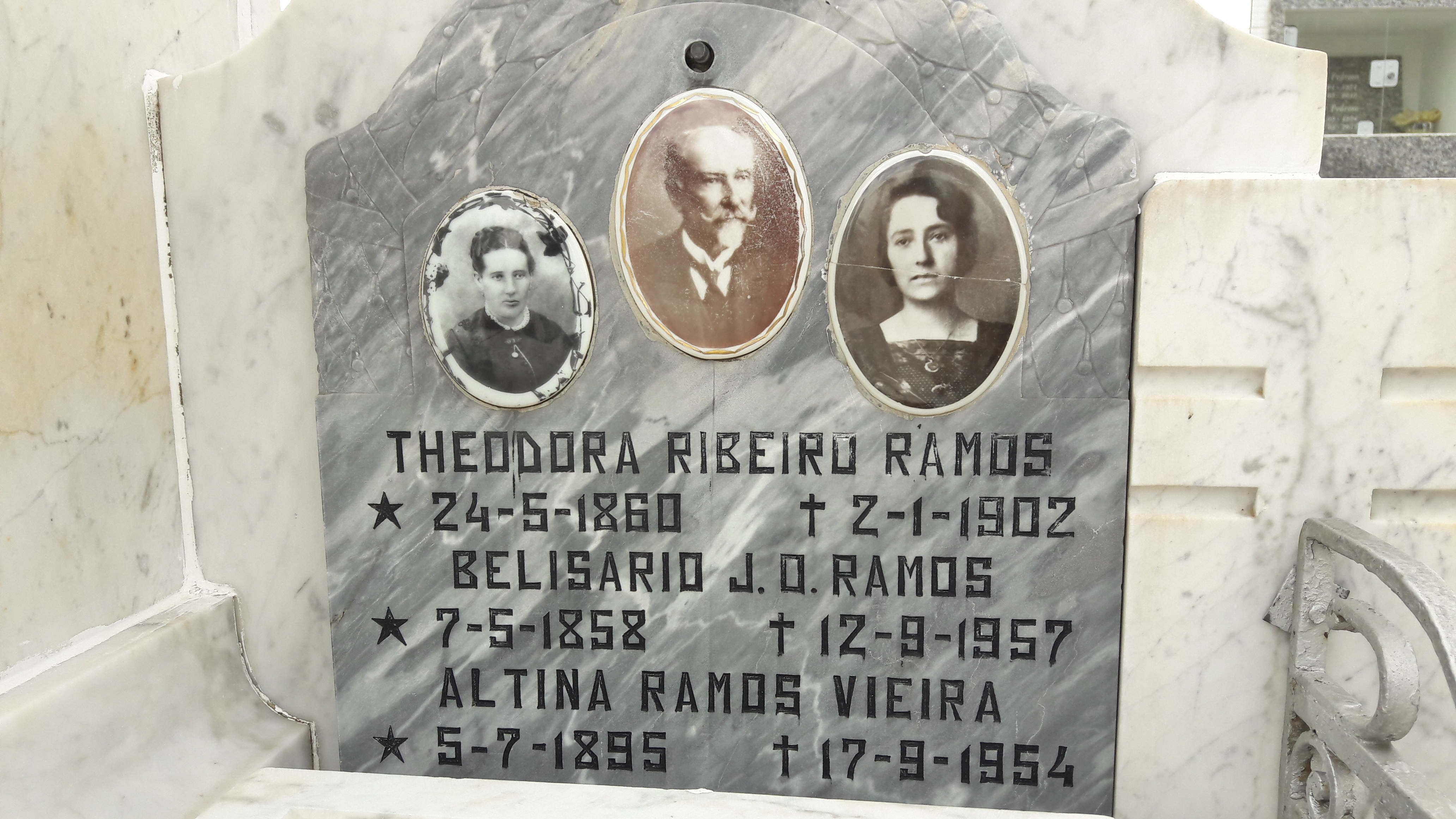
Sepultura de Belisário Ramos no Cemitério Cruz das Almas, Lages

Belisário José de Oliveira Ramos (Lages, 7 de maio de 1858 — 12 de setembro de 1957) foi um político brasileiro.
Filho de Vidal José de Oliveira Ramos (Sênior) e Júlia Batista de Sousa, pai entre outros de Aristiliano Ramos e Aristides Batista Ramos.
Foi prefeito de Lages por vinte anos, de julho de 1902 a dezembro de 1922, substituído interinamente por seu genro Otacílio Vieira da Costa, de janeiro de 1911 a agosto de 1914 e por seu filho Aristiliano Ramos, de janeiro de 1919 a dezembro de 1922.
Dá nome a uma avenida importante da cidade, bem como a uma instituição de ensino estadual, a Escola de Educação Básica Belisário Ramos.